# Virola rufula
Virola rufula là một loài thân gỗ thuộc họ Myristicaceae.
Cây này có chứa ancaloit trong vỏ, lá và rễ. 5-methoxy-dimethyltryptamine chiếm tới 95% lượng ancaloit. Có khoảng 0,190% 5-MeO-DMT trong vỏ, 0,135% 5-MeO-DMT trong rễ, và 0,092% dimethyltryptamine trong lá.